# The Tuxedo – Gefahr im Anzug
The Tuxedo – Gefahr im Anzug (The Tuxedo) ist eine US-amerikanische Actionkomödie von Kevin Donovan aus dem Jahr 2002. Die Hauptrollen spielten Jackie Chan und Jennifer Love Hewitt.

## Handlung
Der wegen seiner Fahrkünste berüchtigte Taxifahrer Jimmy Tong wird engagiert, um als Fahrer für den Geheimagenten Clark Devlin zu arbeiten. Der vermögende Devlin besitzt einen High-Tech-Smoking (engl. Tuxedo) im Wert von zwei Milliarden Dollar, der ihm außergewöhnliche Kräfte verleiht. Während einer der ersten gemeinsamen Fahrten wird eine ferngesteuerte Bombe auf einem Skateboard hinter dem Wagen hergeschickt, an welchem vorher ein Sender platziert wurde.
Tong gelingt es zwar für eine Weile, der Bombe zu entkommen, er manövriert sich dabei jedoch in eine Sackgasse. Kurz bevor der Wagen explodiert, reißen Devlin und Tong die Türen auf und rennen davon. Als sie sich wieder aus ihrer Deckung erheben, wirken beide zuerst unverletzt. Doch nachdem sich Devlin erkundigt hat, ob Tong unverletzt sei, bricht er, offensichtlich von einem Splitter am Kopf verletzt, plötzlich zusammen. Bevor er das Bewusstsein verliert, bittet er Tong noch, den Anzug zu tragen und einen gewissen „Walter Strider“ zu finden. Danach ändert er mit letzter Kraft den Namen auf seinem Führerschein und wird so unter falscher Identität in ein Krankenhaus gebracht.
Devlins Vorgesetzte haben beschlossen, einen Dietrich Banning zu observieren. Die junge Agentin Del Blaine wird beauftragt, sich deswegen mit Devlin in Verbindung zu setzen. Blaine und Devlin haben sich vorher allerdings nie gesehen, und da Tong auch dessen Handy hat, gerät sie an ihn. Tong benutzt den Anzug, um den ersten Observierungsauftrag mehr schlecht als recht zu beenden. Unter anderem greift der Anzug dabei Blaine an, als sie Tong an der Schulter fassen will, und wirbelt sie zu Boden. Da Blaine nicht in das Anzug-Experiment eingeweiht ist, und davon ausgeht, Devlin vor sich zu haben, hält sie ihn für einen Verrückten. Als sie ihrer Kollegin davon erzählt, sagt diese nur, dass Devlin eben ein Exzentriker sei.
Zur selben Zeit führt Banning ein Experiment durch: Eine neue Mikrobe soll getestet werden, mit der sich Wasservorräte verseuchen lassen. Diese Mikrobe wird einem machtgierigen Mitarbeiter verabreicht, welcher dabei regelrecht zu Staub zerfällt, da die Mikroben dem Körper auf Molekular-Basis das Wasser entziehen.
Mit der Zeit finden Blaine und Tong heraus, was Banning vorhat: Er will sämtliche Wasservorräte der Welt verseuchen, um sein Wasser sehr teuer verkaufen zu können. Allerdings können sie sich nicht erklären, wie er seinen Plan in die Tat umsetzen will. Währenddessen wird Tong von Blaine enttarnt, woraufhin ihm diese den Anzug abnimmt und ihn nach Hause schickt. Kurz nachdem sich Blaine und Tong getrennt haben, wird Blaine von Bannings Handlangern in Gewahrsam genommen. Blaine gaukelt Banning ihre Loyalität vor, indem sie ihm den Anzug überreicht und ihn über dessen übernatürliche Kräfte informiert.
Als Tong einen Brief an Devlin schreiben will, in dem er sein Versagen erklärt, fällt ihm auf, dass „Walter Strider“ keine Person ist, sondern ein Tier: Es handelt sich dabei um den Wasserläufer, auf Englisch Water Strider. So wird klar, wie Banning diese Mikrobe verteilen will, nämlich über dieses Wasserinsekt.
Blaine und Tong, der einen zweiten Anzug in seinem Schrank gefunden hat, treten gegen Banning, der den ersten Anzug mittlerweile angezogen hat, zum Entscheidungskampf an. Dabei gelingt es Tong, die verseuchte Königin der extra gezüchteten Wasserläufer in Bannings Mund zu schleudern. So stirbt Banning, und die Wasserläufer schwärmen ohne ihre Königin nicht aus.
Am Ende unterstützt die Spezialeinheit Tong bei einer „persönlichen Mission“ bezüglich der Dame seines Herzens, die zwar fehlschlägt, woraus Tong aber gestärkt hervorgeht. Auch der inzwischen genesende Devlin ist dabei.

## Kritiken
James Berardinelli schrieb auf ReelViews, dass man selbst nach der Hälfte des Films keinen Sinn der Handlung erkennen könne. Jackie Chan sei im Film nicht genügend beansprucht. Es gebe einige lustige Szenen, in denen jedoch jeder Schauspieler mit einem schlechten Akzent spielen könne.
Jonathan Curiel schrieb in der San Francisco Chronicle vom 27. September 2002, dass es eine Freude sei, Jackie Chan im Film zu sehen. Er könne jedoch nicht – anders als Robin Williams oder Jerry Seinfeld – alleine eine Komödie tragen. Curiel lobte die Nebendarsteller Jason Isaacs und Ritchie Coster.
Roger Ebert schrieb in der Chicago Sun-Times vom 27. September 2002, der Film sei albern. Ebert schrieb, er möge Jackie Chan sogar in den schlechten Filmen.

„Leidlich unterhaltsame, aufwendige Actionkomödie, die die kampfsportlichen Fähigkeiten Chans kaum zur Geltung bringt und seine bisherigen Rollen ebenso bemüht parodiert wie das Genre des James-Bond-Films.“

## Auszeichnungen
Jennifer Love Hewitt und Jackie Chan gewannen im Jahr 2003 den Kids’ Choice Award. Außerdem erhielt Jackie Chan eine weitere Nominierung für diese Auszeichnung.
Die Deutsche Film- und Medienbewertung FBW in Wiesbaden verlieh dem Film das Prädikat wertvoll.

## Hintergrund
Der Film wurde vom 10. September 2001 bis zum Januar 2002 in Kanada gedreht. Die Produktionskosten betrugen etwa 60 Millionen US-Dollar, der Film spielte in den US-Kinos 50,2 Millionen US-Dollar ein.